# Spargaloma umbrifascia
Spargaloma umbrifascia là một loài bướm đêm trong họ Erebidae.